# Carmen Pérez-Llorca
Carmen Pérez-Llorca Zamora (1971) es una abogada y política española.

## Biografía
Nacida en Madrid el 7 de diciembre de 1971, hija de José Pedro Pérez-Llorca, uno de los llamados «Padres de la Constitución» y fundador del despacho de abogados Pérez-Llorca, se licenció en derecho en la Universidad Complutense de Madrid (UCM).
Tras un periplo profesional hasta entonces enteramente en el sector privado, en 2006 entró en la Administración Pública al ser nombrada directora general de Empleo de la Comunidad de Madrid durante el gobierno regional de Esperanza Aguirre en sustitución de Eva Piera Rojo. Posteriormente desempeñaría el cargo de directora general de Educación Infantil y Primaria de la administración autonómica, en el que cesaría en 2011.
Incluida en el puesto 70 de la lista de la candidatura del Partido Popular (PP) de cara a las elecciones a la Asamblea de Madrid de 2011, resultó elegida diputada para la ix legislatura del parlamento regional. Con la formación del último gobierno de Aguirre, fue nombrada viceconsejera de Organización Educativa, dentro del organigrama de la consejería dirigida por Lucía Figar. Renunció al cargo de diputada regional y al de viceconsejera a mediados de 2014 por motivos personales (se trasladó fuera de Madrid); su vacante en el parlamento regional fue cubierta por Lucila Toledo, alcaldesa de Villar del Olmo.